# Jinfengopteryx
Jinfengopteryx (från Jinfeng, 'gyllene fenix', fåglarnas drottning inom kinesisk folklore, och grekiskans πτερυξ pteryx, som betyder 'fjäder') är ett släkte med små fågelliknande dinosaurier vars fossil är återfunna vid Huajiying Formation i Hebei-provoinsen i Kina. Man vet inte säkert när de levde, men man tror att de levde i början av Krita för omkring 135 miljoner år sedan. Jinfengopteryx taxonomi har tidigare varit osäker. När typarten Jinfengopteryx elegans först beskrevs trodde man att det var en primitiv fågel tillhörande familj Archaeopterygidae. Men senare studier av anatomin tyder på att det rör sig om en medlem av Troodontidae, bland annat genom de uppfällbara klorna på fötterna och tänder som skiljer sig från utdöda fåglar. Det var den första av Troodontiden man hittade fossiliserade fjädrar från.

## Beskrivning

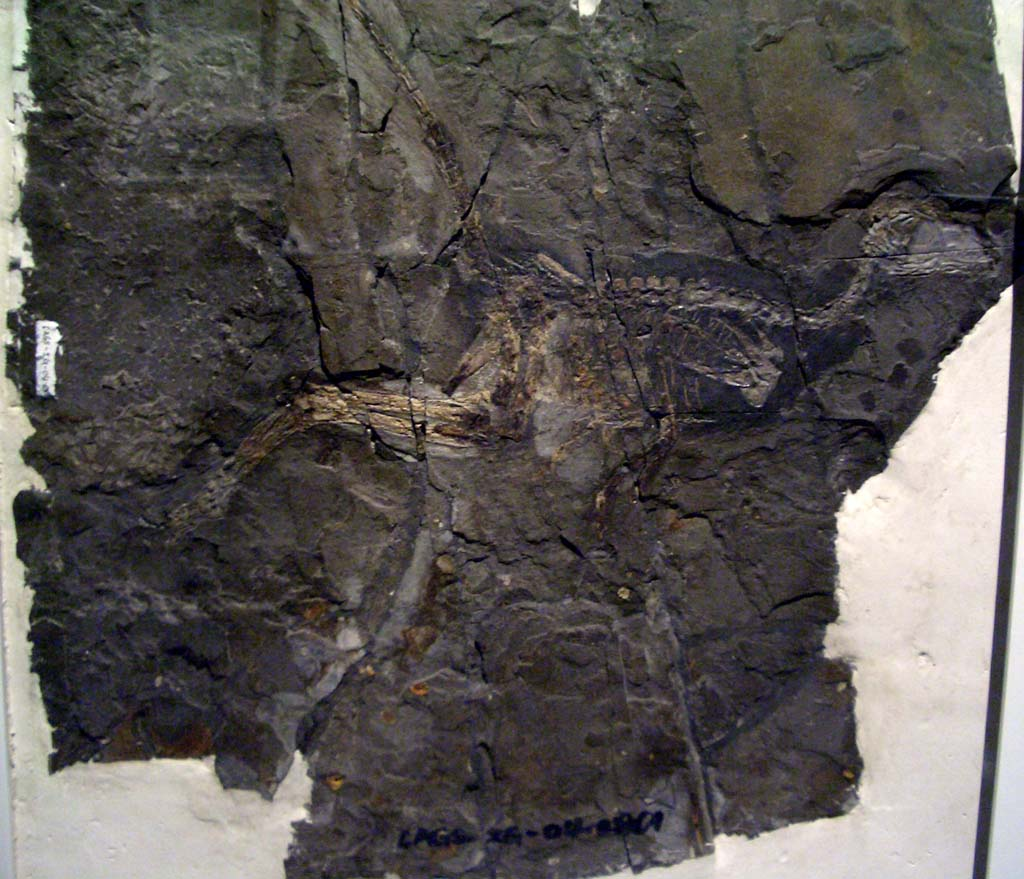
Fossil av Jinfengopteryx.

Jinfengopteryx blev ungefär 0,5 meter lång, och var mycket lik en fågel till det yttre. Den hade dock tänder och en lång svans, mer typiskt för dinosaurier. Bakbenen var långa och smala, vilket troligen gjorde Jinfengopteryx till en snabb löpare. Trots att den hade fjädrar kunde den troligen inte flyga, bland annat därigenom att frambenen var relativt korta. Jinfengopteryx hade också stora ögon, och liksom andra Troodontider var synen troligen välutvecklad. Som andra Deinonychosaurier hade Jinfengopteryx fötter där tå II var extra smidiga, och hade en krökt klo som kunde fällas upp så att den inte rörde marken.